# Rya
Rya is een plaats in de gemeente Härryda in het landschap Västergötland en de provincie Västra Götalands län in Zweden. De plaats heeft 284 inwoners (2005) en een oppervlakte van 61 hectare. De plaats wordt omringd door bos en ligt aan het meer Buatjärnen en nog een aantal zeer kleine meertjes. De bebouwing in het dorp bestaat vrijwel geheel uit vrijstaande huizen.